# Inna Stepanova
Inna Stepanova (în rusă Инна Степанова; n. 17 aprilie 1990, Ulan-Udie, RSFS Rusă, URSS) este o arcașă ce a reprezentat Rusia, medaliată olimpică. A participat la 2 ediții ale Jocurilor Olimpice (2012, 2016) în care a câștigat o medalie de argint.